# ریش پیش
ریش پیش، دو روستا از به نام‌های ریش پیش بالا و پایین بخش بم پشت از توابع شهرستان سراوان جمعیت این روستاها هرکدام نزدیک ۳۰۰ نفر است هرکدام از این روستاها دارای تقریباً ۱۰۰ خانوار است. واسم روستای دیگر در بخش ایرندگان شهرستان خاش در استان سیستان و بلوچستان ایراناین روستا در دهستان کهنوک قرار دارد و براساس سرشماری مرکز آمار ایران در سال ۱۳۸۵، جمعیت آن ۹۹ نفر (۲۴خانوار) بوده‌است.